# Debut
Debut is het eerste in meerdere landen uitgegeven studioalbum van Björk. Voor Debut had ze nog twee IJslandse en onbekende albums genaamd Björk (een kindercd) en Gling-Gló (met een jazz-trio). Het is dus strikt gezien geen debuutalbum. Het wordt echter wel als eerste echte album van Björk gezien.

## Tracklisting
1. Human Behaviour (Björk/Nellee Hooper)
2. Crying (Björk/Nellee Hooper)
3. Venus As A Boy (Björk)
4. There's More To Life Than This (Björk/Nellee Hooper)
5. Like Someone In Love (Johnny Burke/James Van Heusen)
6. Big Time Sensuality (Björk/Nellee Hooper)
7. One Day (Björk)
8. Aeroplane (Björk)
9. Come To Me (Björk)
10. Violently Happy (Björk/Nellee Hooper)
11. The Anchor Song (Björk)
12. Play Dead (in de heruitgave) (Björk/David Arnold/Jah Wobble)

In juli 1993 is de eerste versie van Debut uitgegeven. In november dat jaar werd Debut heruitgegeven met het bonusnummer Play Dead.
Het nummer There's more to life than this is live opgenomen in een toilet, terwijl er een feest aan de gang was. Dit is te horen aan de muziek en feestende mensen op de achtergrond en de echo van Björks stem in het toilethokje.

## Singles
Van het album zijn de volgende singles uitgebracht: Human behaviour, Venus as a boy, Play Dead, Big Time Sensuality en Violently Happy.

## Foto
De foto op de voorkant van de cd-hoes (waarbij Björk met een traan in haar oog recht de camera in kijkt) heeft een verhaal. Het gaat over de verlegenheid en onzekerheid van het personage, vergelijkbaar met Björk toen ze het album maakte. Ditzelfde personage is ook te zien op de covers van Post en Homogenic waarin ze zich langzaam ontwikkelt.

## Betekenis
De betekenis van de titel van het album is niet moeilijk te raden. Björk ziet dit album echt als haar debuut.